# Фестиваль Глиммерглас
Фестиваль Глиммерглас (Глиммергласский фестиваль) (англ.  Glimmerglass Festival, ранее известный как Glimmerglass Opera) — американская оперная компания, представляющая ежегодный сезон опер в театре Alice Busch Opera Theater на озере Отсиго севернее от Куперстауна, штат Нью-Йорк.
Летний сезон обычно состоит из четырёх постановок, исполняемых в постоянно меняющемся репертуаре. Фестиваль известен созданием новых, менее известных и редких произведений, многие из которых в прошлые годы были спродюсированы совместно с Нью-Йоркской городской оперой. Это второй по величине летний оперный фестиваль в США, возглавляемый художественным руководителем и генеральным директором Франческой Замбелло.

## История и деятельность
До 2011 года компания работала под названием Glimmerglass Opera. Свой первый сезон труппа представила летом 1975 года, когда четыре постановки «Богемы» были поставлены в актовом зале средней школы Куперстауна. С тех пор мероприятие значительно разрослось, и теперь каждое лето предлагает более 40 спектаклей из четырёх опер, почти всегда в новых постановках.
Оперы исполняются в репертуаре с 1990 года. В течение первых семнадцати сезонов все оперы исполнялись на английском языке; с 1992 года они, за некоторыми исключениями, исполняются на языке оригинала. На Глиммергласском фестивале состоялись американские и мировые премьеры нескольких работ. Так в сезоне 1999 года состоялась мировая премьера «Центрального парка» («Central Park») — трех одноактных опер, исполненных как одно произведение. Триптих был заказан совместно Glimmerglass Opera, Нью-Йоркской городской оперой и телевизионным центром WNET как Great Performances и транслировался по PBS в январе 2000 года. Эта программа была номинирована на премию Эмми.

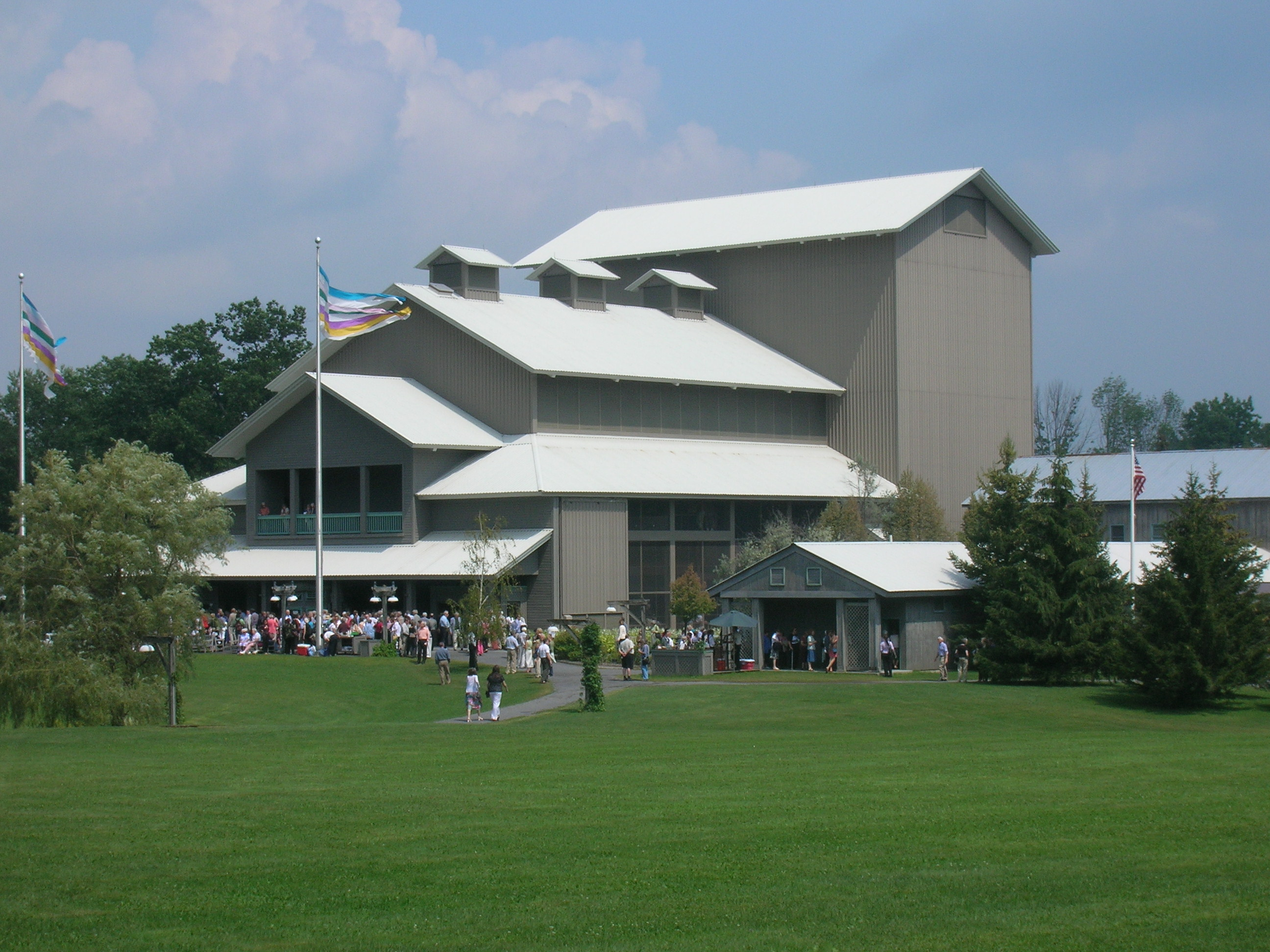
Здание Alice Busch Opera Theater

В июне 1987 года для фестиваля был построен оперный театр Alice Busch Opera Theater, спроектированный архитектурным бюро Hardy Holzman Pfeiffer Associates. Театр на 914 мест примечателен тем, что он стал первым американским оперным театром, построенным с 1966 года. Он знаменит своими раздвижными стенами, которые закрываются только во время выступления певцов и в ненастную погоду. Внешний вид здания вдохновлен местными фермерскими постройками, чтобы соответствовать окружающему ландшафту и способствовать менее формальной и более расслабленной атмосфере, подходящей для летнего театра. Из соображений экологической и экономической эффективности здание было спроектировано с использованием только естественной вентиляции без какого-либо механического обогрева или охлаждения.

## Руководители
Пол Келлог (1937—2021) был генеральным директором Glimmerglass Opera с 1979 по 1996 год и художественным руководителем с 1996 по 2006 год. Эстер Нельсон исполняла обязанности генерального директора с 1996 по 2003 год. Стюарт Робертсон был музыкальным руководителем с 1988 по 2006 год. В октябре 2008 года Glimmerglass Opera объявила о назначении Дэвида Ангуса следующим музыкальным директором компании, начиная с лета 2010 года. Франческа Замбелло стала художественным и генеральным директором уже переименованного в Glimmerglass Festival коллектива в 2011 году.

## Постановки последних сезонов
В сезоне 2010 года на фестивале были представлены четыре новых постановки, в том числе «Нежная земля» Копленда и «Толомео» Генделя.
В 2011 году была представлена «Médée» Керубини, а также «A Blizzard on Marblehead Neck» композитора Жанин Тесори, либретто Тони Кушнера.
В 2012 году на фестивале показали «Аидe» Верди, «Армиду» Люлли, «Затерянные в звёздах» Вайля и мюзикл «Музыкальный человек» Уилсона. «Армида» была поставлена в сотрудничестве с Opera Atelier из Торонто, а «Затерянные в звездах» — в сотрудничестве с Кейптаунской оперой.
Фестиваль 2015 года включал в себя «Волшебную флейту» Моцарта, «Макбет» Верди, «Catone in Utica» Вивальди и «Кандид» Бернстайна.
В сезоне 2016 года были представлены «Богема» Пуччини, «Суини Тодд» Сондхайма, «Сорока-воровка» Россини и «The Crucible» Уорда.
Сезон 2017 года включал в себя «Порги и Бесс» Гершвина, "Оклахома! Роджерса, «Ксеркс» Генделя, «Осада Кале» Доницетти и «Scalia/Ginsburg» Деррика Ванга.
В числе постановок 2018 года: «Вестсайдская история» Бернстайна, «Севильский цирюльник» Россини, «Тихая ночь» (композитор Кевин Путс, либреттист Марк Кэмпбелл).
В сезоне 2019 года фестиваль представил оперу Blue (композитор Жанин Тесори, либретто Тэзвелла Томпсона) — одно из немногих произведений в истории оперы, в котором задействованы исключительно афроамериканские актёры.
Фестиваль 2020 года не состоялся из-за пандемии COVID-19.